# 意界是常論
意界是常論，佛教阿毘達磨術語，此稱謂最早見於說一切有部《大毘婆沙論》，這個理論主張，因為意界是常，故而能憶念起以往所作，其所屬部派無法考證，一般將其歸入一心論之下。

## 記載
北涼浮陀跋摩譯《阿毘曇毘婆沙論》：
|  | 或有說者，意界是常。以意界常故，憶本所作。 |

玄奘譯《大毘婆沙論》有更詳細的綜述：
|  | 或復有執，意界是常。如執意界是常論者，彼作是說：六識雖生滅，而意界是常，如是可能憶本所作。 六識所作事，意界能憶故，若不爾者，何緣能憶本所作事。 |

## 相近學說
前後一覺論者，將能夠憶念的功能作為心性是一的依據，與意界是常論者相近。
瑜伽師曾提出五識不同於意識可自類相續，它們從意識無間而生，瑜伽行派有類似見解。《大智度論》記載一個學說，將意分為二種：剎那滅意和一意；依一意即相續心，而生六識。在《成實論》中也記載相似學說，主張心性本淨者，引用相續心作為依據，為論主所評破。此學說與意界是常論者相近，但沒有明確記載兩者的關係。
在十八界理論中，將五識界與意識界所依意界分而論之的見解，在唯識學派現存文獻中，最早明確出現在無性論師為無著《攝大乘論》所作釋論中。

## 現代研究
印順法師認為，此理論以常在意界，為生滅六識的所依，是為常住不變之心，這與大乘所說真常心有深切的關係。